# Fairbury, Illinois
Fairbury är en ort i Livingston County i Illinois. Vid 2010 års folkräkning hade Fairbury 3 757 invånare.